# Împăratul Jiajing
Împăratul Jiajing (chineză: 嘉靖; pinyin: Jiājìng; Wade–Giles: Chia-ching), (n. 16 septembrie 1507, Zhongxiang City⁠(d), Hubei, Republica Populară Chineză – d. 23 ianuarie 1567, Beijing, Dinastia Ming) a fost împărat al dinastiei Ming care a domnit între 1521 și 1567. Născut sub numele de Zhu Houcong, el a fost vărul împăratului Zhengde. Tatăl său, Zhu Youyuan (1476–1519), prinț de Xing, a fost al patrulea fiu al împăratului Chenghua  (domnit 1465–1487) și fiul cel mare din cei trei născuți de concubina împăratului, Shao. Numele regal al împăratului, "Jiajing", înseamnă "liniște admirabilă".

## Biografie
Ca nepot de frate al împăratului Hongzhi, Zhu Houcong nu a fost crescut pentru a accede la tron. Cu toate acestea, tronul a devenit vacant în 1521 odată cu moartea subită a fiului împăratului Hongzhi, Împăratul Zhengde, care nu a lăsat nici un moștenitor. În vârstă de 14 ani, Zhu Houcong a fost ales pentru a deveni împărat, și a fost mutat de la principatul tatălui său în capitală, la Beijing. Jiajing era dezinteresat de putere, ocupat fiind de viața sa galantă și de căutarea elixirul nemuririi prin ritualuri taoiste. Sub domnia lui, părțile laterale și vestice ale Orașului Interzis s-au aflat în plină construcție.
În decurs de 17 ani, el a învins birocrația imperiului în Controverse asupra Marilor Ritualuri, polemici pentru a decide titulatura postumă a părinților săi.
Împăratul Jiajing era cunoscut a fi inteligent și eficient; în timp ce mai târziu a intrat în grevă și a ales să nu participe la nici o întâlnire de stat, el nu și-a neglijat documentele și alte aspecte guvernamentale. Împăratul Jiajing era de asemenea cunoscut a fi un împărat crud și îngâmfat; el a ales să locuiască în afara Orașului Interzis astfel încât să trăiască în izolare. Ignorând afacerile de stat, împăratul s-a bazat pe Zhang Cong și Yan Song să se ocupe de ele. În timp, Yan Song și fiul său Yan Shifan au câștigat putere reușind să domine întregul guvern fiind chiar numiți "primul și al doilea prim-ministru". Miniștri cum ar fi Hai Rui și Yang Xusheng i-au contestat și chiar pedepsit pe Yan Song și pe fiul acestuia, însă împăratul i-a ignorat complet.  Hai Rui și mai mulți miniștri au sfârșit prin a fi executați sau demiși. În timpul grevei care a durat 25 de ani când a refuzat să se vadă cu miniștrii săi, el a ales să fie reprezentat prin eunuci și oficiali. Numai Yan Song, câțiva eunuci și preoții daoiști îl puteau vedea pe împărat. Acest lucru a condus în cele din urmă la corupție la toate nivelele guvernării Ming.

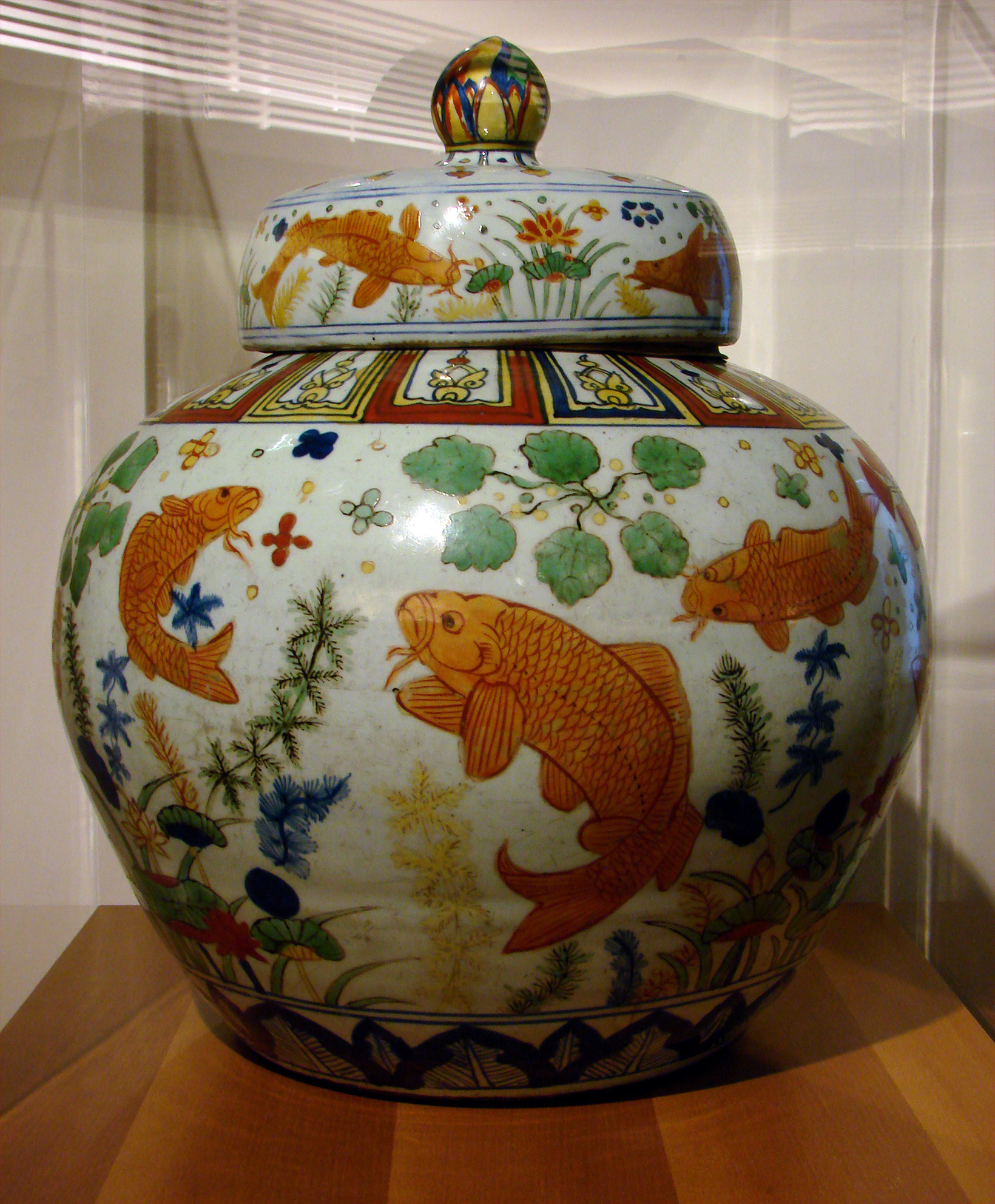
Vas de porțelan din era Jiajing

Lipsa de scrupule a împăratului Jiajing a dus la un complot intern al concubinelor sale care au plănuit să-l asasineze în octombrie 1542 strangulându-l în timp ce dormea. Un grup de cameriste de la palat, care se săturaseră de cruzimea împăratului, au decis să se unească cu concubinele să-l omoare. Camerista principală a încercat să-l stranguleze cu panglici din părul ei în timp ce altele țineau brațele și picioarele împăratului însă a făcut o greșeală fatală - nodul din jurul gâtului împăratului nu s-a strâns. Între timp, unele dintre tinerele cameriste implicate au început să intre în panică și una dintre ele (Zhang Jinlian) a alergat la împărăteasă. Complotul a fost expus și la ordinul împărătesei și a unor oficiali, toate servitoarele implicate, inclusiv concubina favorită a împăratului și o altă concubină, au fost executate prin felierea lentă iar familiile lor au fost ucise.
Dinastia Ming s-a bucurat o lungă perioadă de pace, dar în 1542 liderul mongol Altan Khan a început să hărțuiască China, de-a lungul graniței de nord. În anul 1550, el a ajuns chiar și în suburbiile Beijingului. În cele din urmă, guvernul Ming l-a domolit prin acordarea de drepturi speciale de tranzacționare. Guvernul a Ming a avut, de asemenea, înțelegeri cu pirații wokou care atacau coasta de sud-est.
O copie a Enciclopediei Yongle (o enciclopedie chinezească care conținea aproape 1 milion de pagini finalizată în 1408) a fost realizată în 1557, sub oblăduirea sa.
În 1556 a avut loc cutremurul de la Shaanxi, cutremurul cu cel mai mare număr de morți din toate timpurile, când au murit peste 800.000 de oameni.
După 45 de ani pe tron (a doua cea mai lungă domnie din dinastia Ming), împăratul Jiajing a murit în 1567, la vârsta de 59 de ani - posibil din cauza unei supradoze de mercur despre care se credea că este Elixirul Vieții. A fost succedat de fiul său, Împăratul Longqing. 